# オークラ製菓
オークラ製菓株式会社（オークラせいか）は、熊本県の菓子メーカー。ニッケ玉や黒糖飴を中心としたキャンディを多数製造している。最近では、くまモンをパッケージに起用した商品も販売されている。

## 沿革
- 1971年 - 大倉製菓株式会社設立。
- 1974年 - いも飴の製造を開始。
- 1979年 - 北海道を除く全国に販路を拡大。
- 1987年 - 社名を現在のオークラ製菓株式会社に変更。本社も現在地に移転。